# مايك كاري
مايك كاري (بالإنجليزية: Mike Carey) (و. 1959  م) هو روائي، وكاتب سيناريو، وكاتب خيال علمي بريطاني، ولد في ليفربول.

## التعليم
تعلم في كلية القديس بطرس ‏.

## وصلات خارجية
- مايك كاري على موقع IMDb (الإنجليزية)
- مايك كاري على موقع ميوزك برينز (الإنجليزية)
- مايك كاري على موقع قاعدة بيانات الفيلم (الإنجليزية)

- مايك كاري في قاعدة بيانات الأفلام على الإنترنت